# Високе (Сокульський повіт)
Високе (пол. Wysokie) — село в Польщі, у гміні Корицин Сокульського повіту Підляського воєводства.
Населення — 57 осіб (2011).
У 1975-1998 роках село належало до Білостоцького воєводства.

## Демографія
Демографічна структура станом на 31 березня 2011 року:
|          | Загалом | Допрацездатний вік | Працездатний вік | Постпрацездатний вік |
| -------- | ------- | ------------------ | ---------------- | -------------------- |
| Чоловіки | 30      | 4                  | 23               | 3                    |
| Жінки    | 27      | 3                  | 14               | 10                   |
| Разом    | 57      | 7                  | 37               | 13                   |